# Социална кредитна система
Социалната кредитна система е високо технологична програма за наблюдение, оценка и разделение на населението на Китай.
Системата е се използва от септември 2018 г. и се очаква да достигне пълния си капацитет на функционалност през 2020 година.
С тази програма китайското правителство твърди, че има за цел да осигури спокойствието на своите граждани като „коригира“ поведението им. По думите на китайската комунистическа партия системата ще „позволи на хората, които заслужават доверие, и които не са го изгубили, да живеят спокойно под слънцето, докато ще попречи на провинилите си, или онези, които са изгубили даденото им на кредит доверие, да направят и една-единствена крачка“.
Като начало на всеки китайски гражданин се дават 1000 точки/ кредита на доверие. За всяко нарушение му се отнемат съответният брой точки. Нарушенията от своя страна могат да бъдат не само престъпления и някакъв вид нарушаване на обществения ред, но и дори действия като прекарване на твърде много време в социалните мрежи и/или в играене на игри, неправилно пресичане или рядко посещаване на по-възрастните роднини. Всяко нарушение бива „коригирано“ чрез отнемане на кредити. Когато на един човек бъдат отнети много точки, неговият социален рейтинг спада и така общуването с него се превръща в причина за отнемане на точки. Той самият бива ограничен от различни социални преимущества. Част от тях са:
- ограничение за пътуване
- забрана за работа в обществени офиси
- загуба на достъп до осигуровки
- забрана за работа на ръководни позиции в хранителната и фармацевтичната индустрия
- загуба на достъп до спалните вагони в нощните влакове
- загуба на достъп до хотели и ресторанти от по-висок клас
- ограничение на училищните заведения, в които децата на родител с нисък рейтинг могат да учат

Китайското правителство контролира системата чрез улични камери, които са директно свързани с правителствената база данни и дават информация в реално време за всяка кола, автобус или човек, които заснемат. Всяко нарушение бива заснето и снимка на извършителя му бива показана на най-близкия екран. Полицията също е снабдена със специални очила, които имат достъп до същата база данни. С тези очила само поглеждайки към минувачите полицаите могат да идентифицират дали сред тях има заподозрян или издирван човек. Пропускът на много места като пазари и летища също се случва чрез система за лицево разпознаване, както и тегленето на пари от банкомат и плащането на сметки.
Системата не е задължителна, но през 2020 година тя ще бъде въведена в цял Китай и за всички китайски граждани.